# Batalla de Dol
```
Durant la guerra de Vendée va ser de fet una successió de batalles que van durar tres dies i dues nits: els dies 20, 21 i 22 de novembre de 1793, als voltants de Dol-de-Bretagne, Pontorson i Antrain.
[
1
]
```

## Preludi
Mentre que l'exèrcit de la Vendée no va apoderar-se de Granville, l'exèrcit occidental va reorganitzar les seves tropes a Angers, recuperant-se amb dificultat de la seva derrota a la batalla d'Entrammes. El general Jean Léchelle també fou substituït pel general Jean Antoine Rossignol després que Alexis Chalbos es fes càrrec. Després de 6 dies de reorganització realitzada principalment per Kléber, l'exèrcit va ser de 16.000 homes. Tot i això, els oficials republicans van haver de suprimir l'exèrcit de Magúncia per ordre del Comitè de Seguretat Pública. Els Mayençais van ser llavors amalgamats amb diferents cossos.
El 12 de novembre, l'exèrcit va fer la seva unió a Rennes amb 4.000 homes de l'exèrcit de la costa de Brest; a més, 6.000 homes de l'Exèrcit de les costes de Cherbourg, dirigits per Charles Guillaume Sepher, van marxar des de Normandia per unir-se a l'exèrcit d'Occident.
El 17 de novembre, els republicans prengueren posició, les tropes de Kléber, Marceau-Desgraviers i Muller mantenien la línia Couesnon, les tropes de Boüin de Marigny ocupaven Saint-Ouen-la-Rouërie i Montanel, les de Marceau eren a Tremblay mentre que les de Muller, Boucret i Amey eren a Antrain. Per la seva banda, Tribout va ocupar Pontorson amb 4.000 homes.
El 18 de novembre, Canuel i Amey van ser enviats a ocupar Fougères. El mateix dia, Tribout va ser aixafat a la batalla de Pontorson.
El 20 de novembre, l'avantguarda republicana, composta per cavalleria i comandada per Boüin de Marigny i François-Joseph Westermann, va llançar un primer atac, sense haver rebut l'ordre, a Dol, que van ocupar els Vendeans, però va ser rebutjada i va tornar a caure a Pontorson.
Kléber va explicar llavors el seu pla als representants de la missió Pierre Bourbotte, Prieuré de la Marne i Turreau. Va planejar rodejar els Vendeans i portar-les gràcies al soroll del mar.
Tot i això, quan s'acabava d'aprovar aquest pla, els representants van rebre una carta de Westermann que afirmava que si l'atac es portava a terme immediatament, estava segur de la victòria. Fent cas del pla de Kleber, els representants van donar immediatament el seu consentiment a Westermann.

## Batalla
El 21 de novembre, a la 1 h, les tropes de Westermann i Marigny, 6.000 homes, van marxar des de Pontorson cap a Dol-de-Bretagne mentre que les tropes de Marceau, també amb 6.000 homes, sortint d'Antrain, anaven cap a la mateixa direcció. Rossignol es va quedar a Antrain amb 10.000 homes en reserva.
L'avanç dels republicans es va fer en silenci, però els vendeans els van atacar malgrat tot. Les forces de la Vendée es van dividir en dues, la primera dirigida per La Rochejaquelein, va anar a l'encontre de Westermann, la segona dirigida per Stofflet, va anar a oposar-se a la columna de Marceau.
A les quatre de la matinada, la lluita va començar entre Stofflet i Marceau, l'enfrontament va durar tres hores, però Marceau finalment va guanyar la mà superior, els Vendeans van ser posats en derrota i van tornar a caure a Dol. Tot i això, els republicans, dominats per la boira matinal, no es van atrevir a perseguir-los.
La fugida dels vendeans cap a Dol va provocar un gran moviment de pànic, en particular entre les dones i nens que havien romàs a la ciutat. Però com a la batalla de Tiffauges, algunes dones van intentar enviar els seus homes a la batalla, però aquesta vegada va ser per sobre de les exhortacions dels sacerdots i, en particular, de l'abat Doussin, que van aconseguir reunir els soldats Vendeans.
Victòria de Donnissan de La Rochejaquelein va escriure sobre això en les seves memòries:
| « | <<Els sacerdots exercien una influència molt més gran. Va ser l'única vegada que els vaig veure fanatitzar als soldats, com deien els republicans, en utilitzar tots els mitjans de la religió per animar-los. I no m'imaginava que es pogués retreure a ells perquè la massacre era segura i la humanitat demanava el seu zel. Durant un moment en què hi va haver un petit silenci per escoltar el canó, el rector de la parròquia de Ste Marie de Rhé va pujar sobre un monticle que hi havia a prop meu; va alçar un gran crucifix i, amb veu de Stentor, va començar a predicar als vendeans. Estava al seu costat i parlava alhora com a sacerdot i com a soldat: va demanar als soldats si tindrien la infàmia per lliurar les seves dones i els seus fills al ganivet dels blaus: els va dir que l'única manera salvar-los era tornar a la lluita "Els meus fills", va dir, "marxaré al vostre cap, amb un crucifix a la mà; que els que vulguin seguir-me es posin de genolls, jo els donaré l'absolució: si moren, aniran al paradís; però els covards que traeixen a Déu i que abandonen les seves famílies, els blaus es tallaran la gola i aniran a l'infern." | » |

 2.000 vendeans van començar a lluitar de nou sota els crits de "Visca el rei!" Anem al paradís".
Per la seva banda, Marceau va rebre les tropes de François Muller com a reforços, però estava begut, com van ser diversos dels seus soldats que van llançar el desordre a les files. Els vendèens van tornar a la lluita, Marceau va trucar a Kléber per ajudar. Aquest últim, acompanyat de Nightingale, va arribar aviat per donar suport a les seves tropes, la batalla continuà en una gran confusió quan els venenencs van atacar els republicans pel seu flanc dret. Aquestes eren les tropes de Henri de La Rochejaquelein, que havien aconseguit sorprendre Westermann i desviar-lo. A partir de llavors, els republicans es van veure obligats a retirar-se i es van refugiar a Antrain. Els esgotats Vendeans no els van perseguir i fins i tot es van adormir al camp de batalla.
A les deu de la nit, Stofflet va despertar els seus homes, tot comptant a completar la ruta dels republicans. Durant la nit, els vendeans van atacar Antrain. El seu silenci atac va causar pànic als "blaus" que es van desviar fins a Rennes.
Diversos republicans es van rendir, però a Antrain, els Vendeans van assabentar-se de la massacre dels seus ferits, incloses moltes dones a Fougères, el 18 de novembre. A més, diversos cadàvers o presoners republicans tenien el cap rapat, una mostra dels que havien traït el jurament de deixar de lluitar contra els reialistes. Va seguir una onada d'execucions sumàries, tanmateix frenada per La Rochejaquelein i, en particular, també pel pare Doussin. Diversos presos van ser alliberats i enviats de nou a Rennes.

## Notorietat
- Es recorden aquests fets històrics, en particular en oronímics com la "rue Novembre-1793"" de Dol-de-Bretagne.[4]